# Jeantal Cylla
Jeantal Cylla (Lake Worth, 30 ottobre 1996) è un cestista statunitense con cittadinanza haitiana.